# Robert Elliott (jégkorongozó)
Robert „Bob” Elliott (Medford, Massachusetts, 1907. október 11. – ?)  világbajnoki ezüstérmes amerikai jégkorongozó, védő.
Az 1931-es jégkorong-világbajnokságon ezüstérmet nyert. Mind a 6 mérkőzésen játszott, 2 gólt lőtt.
A Bostoni Egyetemen tanult és az egyetemi jégkorongcsapat tagja volt.